# Hyundai Dynasty
Hyundai Dynasty — передньопривідний седан представницького класу південнокорейської компанії Hyundai з'явився в травні 1996 року і випускався до липня 2005 року.

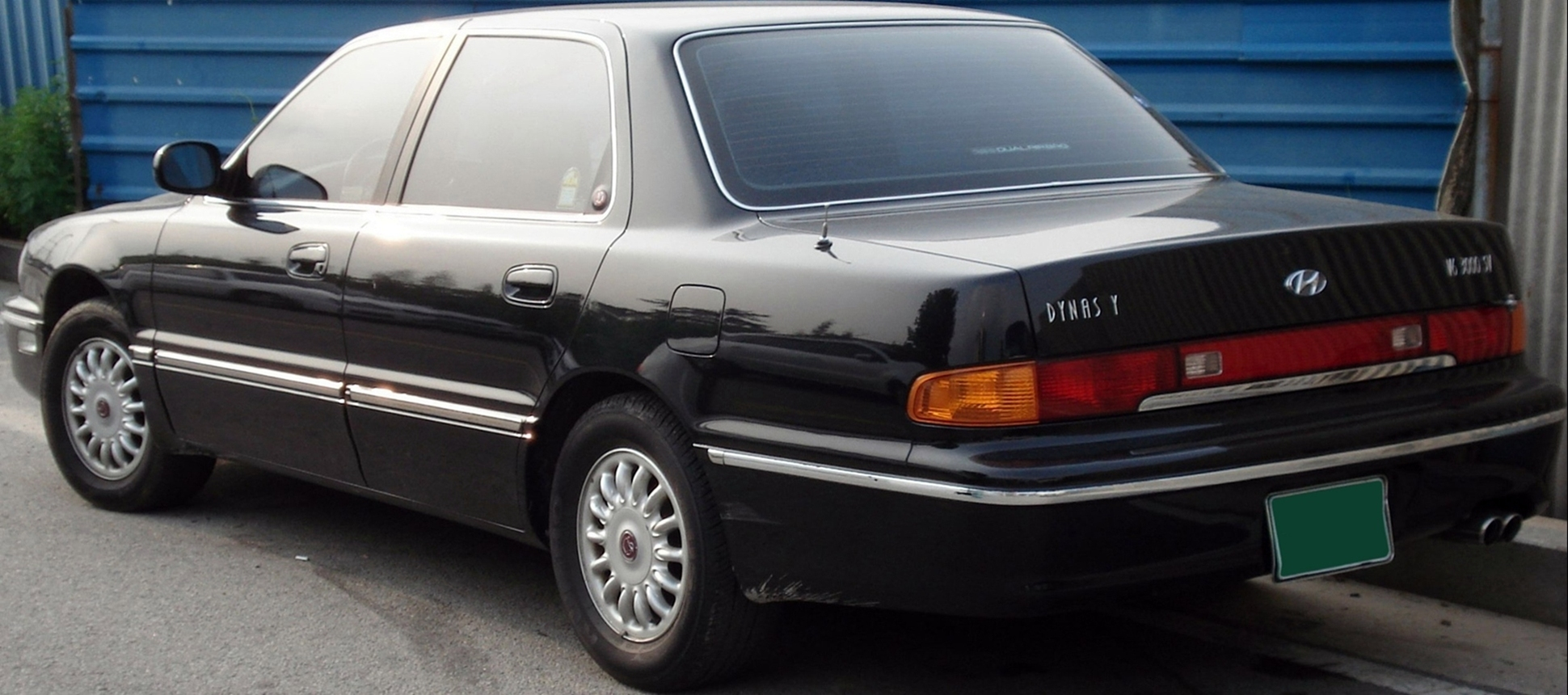
Hyundai Dynasty

Комплектації відповідали представницькому класу. У стандартне оснащення були включені гідропідсилювач керма, дискові гальма на передній і задній осі, ABS, електронна система контролю стійкості (введена на початку 2000-х), литі диски, електросклопідйомники, передні і задні сидіння з оббивкою з велюру або зі шкіри з електричними регулюваннями. Цікавою особливістю моделі було комплектування двома подушками безпеки для заднього правого пасажира.
На автомобіль встановлювали шестициліндрові двигуни сімейства 6G7 2.5, 3.0 та 3.5 л.
На внутрішньому ринку автомобіль конкурував з Kia Enterprise і SsangYong Chairman.